# Paradiña (Villafranca del Bierzo)
Paradiña es un pueblo perteneciente al ayuntamiento de Villafranca del Bierzo, situado en la comarca de El Bierzo, provincia de León, comunidad autónoma de Castilla y León (España). Está situado en las coordenadas 42°40'43.54"N, 6°45'16.99"O, a 741 m s. n. m. Tiene una población de 17 habitantes, repartidos en 10 varones y 7 mujeres, pero en vacaciones y fines de semana su población suele aumentar considerablemente. El pueblo se encuentra a unos 12 km al Noreste de Villafranca del Bierzo. Limita con Pobladura de Somoza, Villabuena, Espanillo, San Pedro de Olleros, Prado de la Somoza, Veguellina, Ribón y Paradaseca.

## Historia
Probablemente su nombre provenga de Parata, Parada Valer, Parada Mediana y de ser correcta esta etimología se corresponde a una de las villas que Alfonso II dona a Santiago de Compostela en el año 895. Aunque este supusiese una galleguización cultural, como en todo El Bierzo encontramos formas híbridas (Dialecto berciano) entre gallego y leonés lo que lo contradice y hace suponer, a priori, una galleguización posterior, pero analizando esa influencia leonesa, se descubre que es plenamente accidental.
Actualmente el idioma común es el castellano con giros y expresiones, en el lenguaje coloquial, gallegas (lo que se suele llamar, vulgarmente, acento gallego) aparte de por las razones anteriores también, probablemente debido a la cercanía con esta comunidad (15 kilómetros a la frontera de Galicia).

## Costumbres
En diciembre la matanza del cerdo.

## Monumentos y lugares de interés

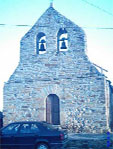
Iglesia de Paradiña (Año 2005)

- Explotación aurífera romana de La Leitosa.
- Cuenta con una iglesia del siglo XIV, con un excelente retablo labrado a mano.
- Ferrerías, casas y fraguas para la herramienta.

Lugares en la localidad que reflejan su historia en cuanto a que han sido sitios de reunión y expansión, señalar:
- "El curon" (Campo de fútbol de hierba de natural)
- "Valdemolin" (Eras donde se majaba el pan)
- "El tesón" (Donde la gente lavaba la ropa en un manantial)
- "La mocal" (Donde se encuentra una fuente con pilones para que deba el ganado)
- "O rego do pedredo" (Con una fuente y un estanque de riego de huertas)
- "El estanco" (Que se encuentra en la sierra de paradiña)
- "Cantroxal" (Donde en la actualidad existen colmenas de abejas)
- "O rego do pandelo" (Donde el demonio llevaba a Ricardo para el monte)
- "El pozo" (donde se encuentra La iglesia)
- "A calella""A canteira", "Cha da cortiña", "Morocos", "A poza", "Relox", "Barrio nuevo", "Costa de Moya", "Aira do santo tirso", "Casa de la escuela", "Aira nova", "A cruz dos camiños", "El concejo", "El Pedredo","La Plazuela", "La fragua", "A pinguela", "O Torgoal", "Cavorco de Santa Barbara", "San Julian", "A cavorca", "O Batán", "Ridosos do fondo", "Ridosos do medio", "Ridosos do pico", "Serra da chadiga", "Pedra do couto", "As Alimias", "Chas", "Os Calangros", "A Bregadoira", "O Lameiro do Bao", "O Domingo lardeiro", "A Ferreria", "A Leitosa", "El Souto", "Os Pedragais", "Valdocampo", "Issan", "Balin da brute", "As liñares", "O Batán".

## Economía

### Agricultura y ganadería
Posee mucha zona agrícola que se ha quedado en monte. Se cultivaba centeno, cebada y trigo. Castañas de pared y viñedos. Cuenta con colmenares de abejas.

## Demografía
| Gráfica de evolución demográfica de Paradiña entre 2000 y 2019 |
|                                                                |
| Población de hecho según los censos de población del INE.      |

## Fiestas locales

### Magosto
Es un modesto magosto que celebra en el pueblo, donde se muestra el carácter hospitalario y acogedor de población. Es una noche en la que se comen castañas asadas . Consiste en hacer una hoguera en el suelo y echar las castañas a las brasas, asarlas y comerlas con vino.

### Fiestas religiosas
El día 7 de enero se festeja el San Julián, con solemne misa en la iglesia del pueblo (situada en el pozo). Se solía hacer un guisado para ese día.
En agosto se celebra Santo Tirso. Hay solemne misa con procesión alrededor de la iglesia donde desfilan diversas figuras así como el pendón oficial del Pueblo. Además hay orquesta y diversas actividades, tales como tirada de llave (juego tradicional leones), bolos bercianos, partido de fútbol, carrera de sacos.

## Otros datos de interés
Código Postal: 24512